# Ognjen Drakulić
Ognjen Drakulić (serbisch-kyrillisch Огњен Дракулић; * 26. März 2006 in Banja Luka, Bosnien-Herzegowina) ist ein serbischer Fußballspieler.

## Vereinskarriere
Drakulić ist ein 1,87 Meter großer, rechtsfüßiger und robuster Offensivspieler mit spielerischem Zug in den gegnerischen Strafraum als Stürmer; er wird auch kurz „Ogi“ genannt.

### Anfänge
Drakulić begann seine Vereinskarriere als bosnischer Serbe in der Jugend des FK Borac Banja Luka in Bosnien-Herzegowina. Es folgten serbische Stationen bei FK Roter Stern Belgrad und OFK Belgrad, ehe er mit seiner Familie im Februar 2020 nach Deutschland kam. Dort spielte der Stürmer zunächst im Nachwuchsbereich beim TSV Schwaben Augsburg. Im Sommer 2021 schloss er sich mit 15 Jahren dem Nachwuchsleistungszentrum des FC Ingolstadt 04 an, wo er anfänglich bei der B-Junioren-Bundesligamannschaft spielte. Mit sieben Toren in 16 Ligaspielen war er in der Spielzeit 2021/22 mannschaftsinterner Torschützenkönig, trotz seiner Leistungen konnte er den Abstieg seiner Mannschaft aus der höchsten Spielklasse nicht verhindern.
Im Anschluss rückte er zeitweise in die in der A-Junioren-Bundesliga antretende U-19-Mannschaft auf, kam aber in der regulären Spielzeit der Spielzeit 2022/23 zu einem Kurzeinsatz und erreichte mit der Mannschaft auf dem letzten Nichtabstiegsplatz den Klassenerhalt. In der anschließenden Sonderspielrunde – das Ende der regulären Runde war auf März 2023 geplant, um mögliche erneute Implikationen aus der COVID-19-Pandemie auffangen zu können, und in der Sonderspielrunde sollte auch für Nicht-Endrundenteilnehmer bis Sommer Spielbetrieb stattfinden – lief er häufiger auf und wurde dann spätestens ab Sommer 2023 regulär in den A-Junioren-Kader aufgenommen.
In der Spielzeit 2023/24 gehörte er mit elf Scorerpunkten, bestehend aus erzielten acht Liga-Toren und drei -Torvorlagen, mannschaftsintern zu den entscheidenden Leistungsträgern des Vizemeistertitels in der Süd/Südwest-Staffel, hinter dem späteren Deutschen A-Junioren-Meister TSG 1899 Hoffenheim wurde die Endrunde-Teilnahme jedoch verpasst. Während derselben Spielzeit wurde Drakulić in den spielfreien Phasen der A-Junioren-Bundesliga, auch für die Herren-Zweitmannschaft FC Ingolstadt 04 II zweimal in den Spieltagskader berücksichtigt.

### Erste Profieinsätze ab 2024
Drakulić hatte durch seine Junioren-Leistungen auch die Verantwortlichen des Erwachsenenbereichs auf sich aufmerksam gemacht und trainierte zeitweise unter Trainer Michael Köllner bei der in der dritten Liga antretenden Profimannschaft mit. Seinen ersten Pflichtspieleinsatz für die Herren-Erstmannschaft hatte er im Landespokal Bayerns und Drakulić trug mit zwei Scorerpunkten zum 5:0-Sieg und zum Halbfinaleinzug bei. Anschließend erhielt er in der gleichen Kalenderwoche seine ersten Profispielminuten in der dritten Liga, als er beim 0:0-Remis gegen Aufstiegsaspriant SSV Ulm 1846 in den Schlussminuten für Jannik Mause eingewechselt wurde.
Nach seinen Spieldebüts für die Herren-Erstmannschaft gehörte er dort sowie bei der in der fünftklassigen Bayernliga antretenden Reservemannschaft FC Ingolstadt 04 II unregelmäßig zum Spieltagskader. Er kam zu weiteren Kurzeinsätzen im Profibereich, insbesondere gegen Saisonende, nach dem der Klassenerhalt mit der Zeit feststand. Unter der neuen Trainerin Sabrina Wittmann kam er in allen drei von ihr verantworteten Ligaspielen zum Einsatz, beim 6:1-Kantersieg gegen VfB Lübeck traf er sein erstes Ligaprofitor als Einwechselspieler in den Schlussminuten der regulären Spielzeit zur zwischenzeitlichen 5:1-Führung nach Vorarbeit von David Kopacz. Mitte Mai band er sich längerfristig an den Klub.
Zu Beginn der folgenden Spielzeit lief er wieder häufig für die A-Junioren in der neu gegründeten U19-DFB-Nachwuchsliga auf, stand aber zeitweise zudem im Spieltagskader in der dritten Liga. Im September 2024 erzielte Drakulić in einem Ligaspiel der U19-Nachwuchsliga 2024/25 ab der 14. Spielminute innerhalb von 24 Minuten einen lupenreinen Hattrick, womit er zum Spieler der Begegnung wurde und seine Mannschaft zum Sieg führte. Mit den U19-Junioren spielt er um den Gruppensieg.

## Erfolge
- Mit FC Ingolstadt 04
  - U19-Juniorenmannschaft
    - Staffel-Vizemeister des Süd/Südwestens der A-Junioren-Bundesliga: 2023/24[2]

  - Herren-Erstmannschaft
    - Bayerischer Toto-Pokalsieger: 2023/24 (2 Einsätze / 1 Tor)[3]